# Улица Володи Ермака
У́лица Воло́ди Ермака́ — улица в Адмиралтейском районе Санкт-Петербурга. Проходит от набережной реки Пряжки до проспекта Римского-Корсакова.

## История и достопримечательности
По одним данным с 1739 года улица носила название Калашная, с 1798 по 1821 год значилась, как Упразднённая улица, а затем, как Упразднённый переулок. По другим, Упразднённый переулок получил своё имя по Упразднённой улице, известной ныне, как Псковская.
13 апреля 1964 года улица получила новое название в честь Героя Советского Союза Владимира Ивановича Ермака, который 19 июля 1943 года во время проведения разведки боем в районе Синявинских высот закрыл своим телом амбразуру вражеского дзота, чем обеспечил группе разведчиков выполнение боевого задания.
- дом 2 — набережная Пряжки, 34. Образец Петербургского модерна. 1904—1905.
- дом 7 — Витебская улица, 2. Дом построен в 1859 году, архитектор П. В. Кармин. Надстроен.
- дом 8 — Псковская, 8 (площадь Кулибина) — доходный дом В. П. Кондратьева, построен в 1913 году по проекту самого архитектора.
- дом 17 — доходный дом, построенный в 1912—1913 годах по проекту В. Н. Смирнова.

На доме 1 установлена мемориальная доска в память о В. И. Ермаке, а в сквере на площади Кулибина — памятник герою.